# Kun sandheden
Kun sandheden er en dansk kriminalfilm fra 1975, skrevet og instrueret af Henning Ørnbak efter en roman af Poul Ørum. Det er en historie om et mord i en provinsby, hvor hadet og mistroen lurer under overfladen.

## Medvirkende
- Frits Helmuth
- Morten Grunwald
- Ghita Nørby
- Bent Mejding
- Steen Springborg
- Preben Neergaard
- Eik Koch
- Karen Lykkehus
- Gerda Gilboe
- Else Højgaard
- Finn Nielsen
- Torben Hundahl
- Lone Lindorff
- Mogens Brix-Pedersen
- Flemming Dyjak
- Jørgen Bech
- Ole Ernst
- Eddie Karnil
- Esben Høilund Carlsen